# Realtek
Die Realtek Semiconductor Corp. (chinesisch 瑞昱半導體股份有限公司) ist ein  Halbleiterhersteller ohne eigene Produktionskapazitäten (englisch fabless), der sich mit der Entwicklung von ICs für PCs beschäftigt. Realtek wurde im Oktober 1987 gegründet und die Aktien des Unternehmens werden seit 1998 an der Taiwan Stock Exchange gehandelt. Der Firmensitz befindet sich im Hsinchu-Wissenschaftspark bei Hsinchu/Republik China (Taiwan). Mit Stand 2015 beschäftigt Realtek rund 2500 Mitarbeiter, von denen 78 % in Forschung und Entwicklung tätig sind.

## Produkte
Realtek entwickelt vor allem günstige Produkte im Multimedia- und Kommunikationsbereich für Erstausrüster weltweit; Der Fokus liegt auf Kommunikationsnetzwerk-ICs, Computer-Peripherie-ICs und Multimedia ICs.
Kommunikationsnetz-IC-Produkte vertrieben von Realtek:
- Netzwerk-Interface-Controllern (sowohl die traditionellen 10/100M-Ethernet-Controller als auch die erweiterten Gigabit-Ethernet-Controller)
- „physical layer controller“ (PHYceivers)

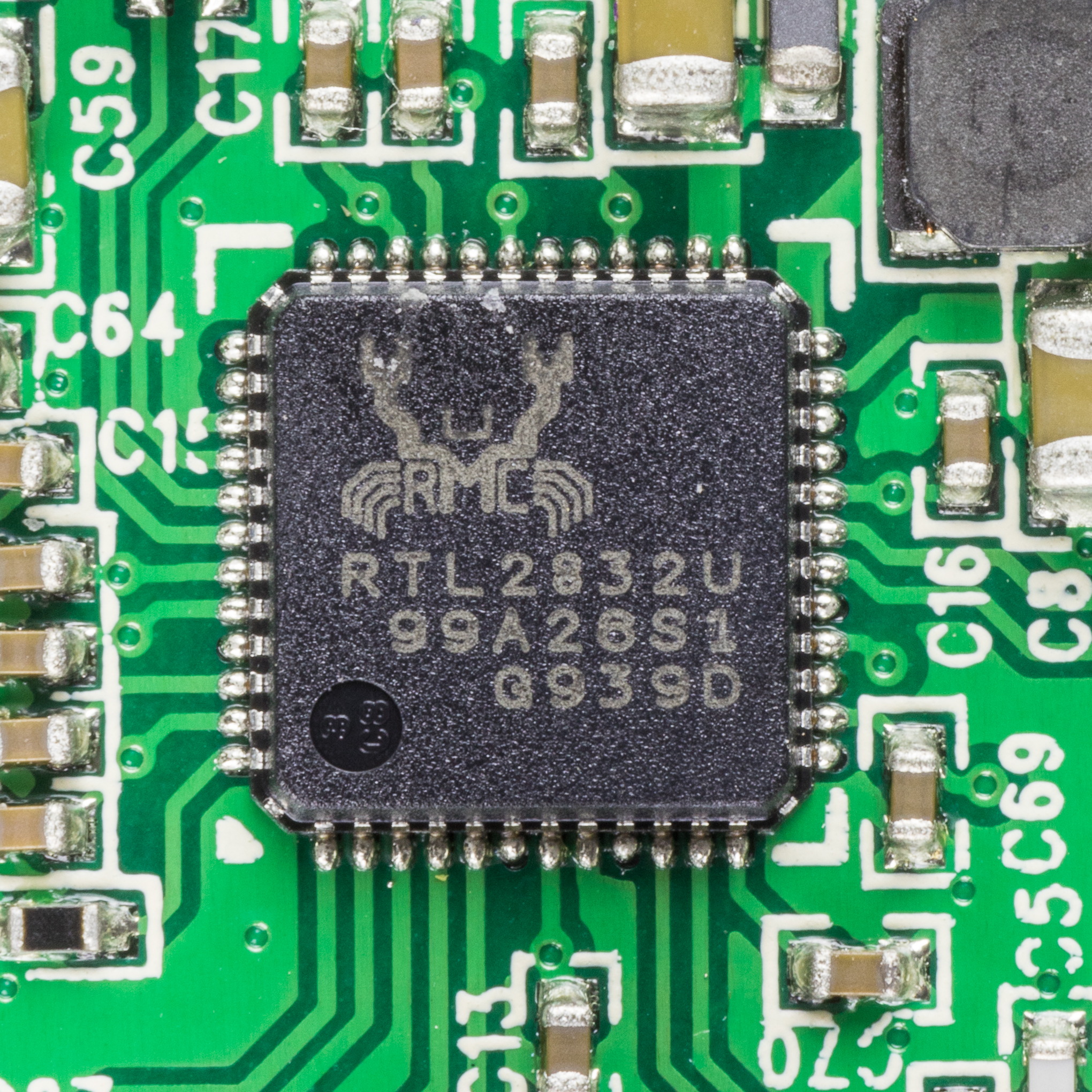
Realtek RTL2832U-91647, Demodulator aus einem DVB-T-Stick

- Netzwerk-Switch-Controller
- Gateway-Controller
- WLAN-ICs
- ADSL-Router-Controller

Computer-Peripherie-IC-Produkte:
- AC'97-Audio-Codecs
- High-Definition-Audio-Codecs[2]
- Kartenleser-Controller
- Taktgeber
- Webkamera-Controller

Multimedia-IC-Produkte:
- LCD-Monitor-Controller
- LCD-TV-Controller
- Digitale Multimedia-Prozessoren

## Bekannte Produkte
Bekannt ist das Unternehmen besonders für seine Netzwerkchips, die in der Regel auf Netzwerkkarten für Ethernet verbaut sind, und für seine AC97- und HDA-Codecs, die in der Regel Bestandteil von auf der Hauptplatine integrierten Sound-Lösungen sind. Die Audiolösungen des Unternehmens basieren auf Techniken der bereits 1995 übernommenen Firma Avance Logic (erkennbar an den Namenspräfixen ALS und ALC). Avance Logic wurde Ende 2002 dem Konzern komplett eingegliedert.
Größere Verbreitung haben vier Netzwerkchips auf Netzwerkkarten verschiedener Hersteller gefunden.
| Netzwerkchip | Bus       | Ethernet-Varianten               |
| RTL8019      | ISA (PnP) | 10BASE-T, 10BASE2                |
| RTL8029      | PCI       | 10BASE-T, 10BASE2                |
| RTL8139      | PCI       | 10BASE-T, 100BASE-TX             |
| RTL8169      | PCI       | 10BASE-T, 100BASE-TX, 1000BASE-T |

Auch im WLAN-Bereich gehört Realtek zu den größten Anbietern.

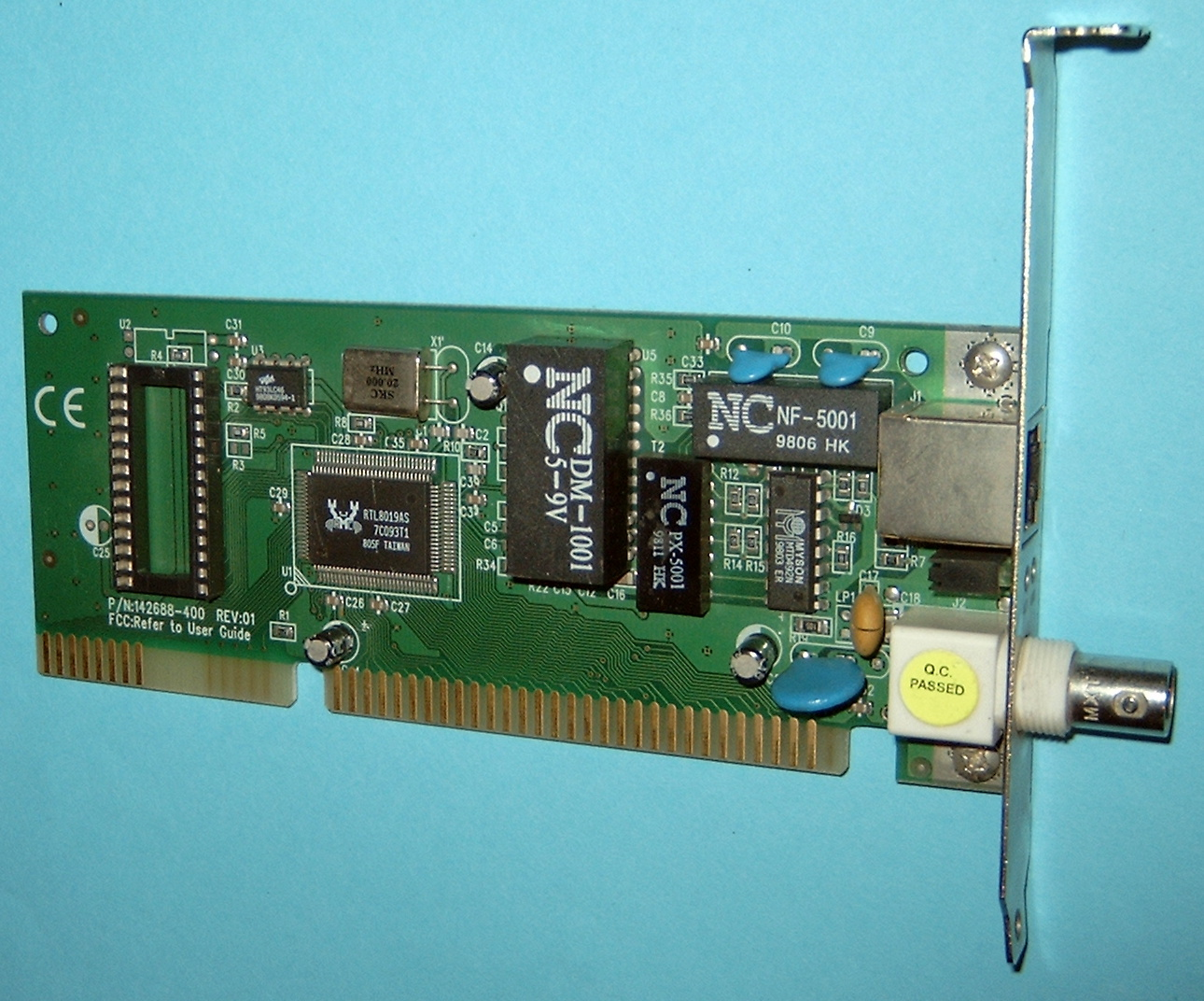
10 MBit/s-ISA-PnP-Ethernetkarte mit RTL8019AS Chip
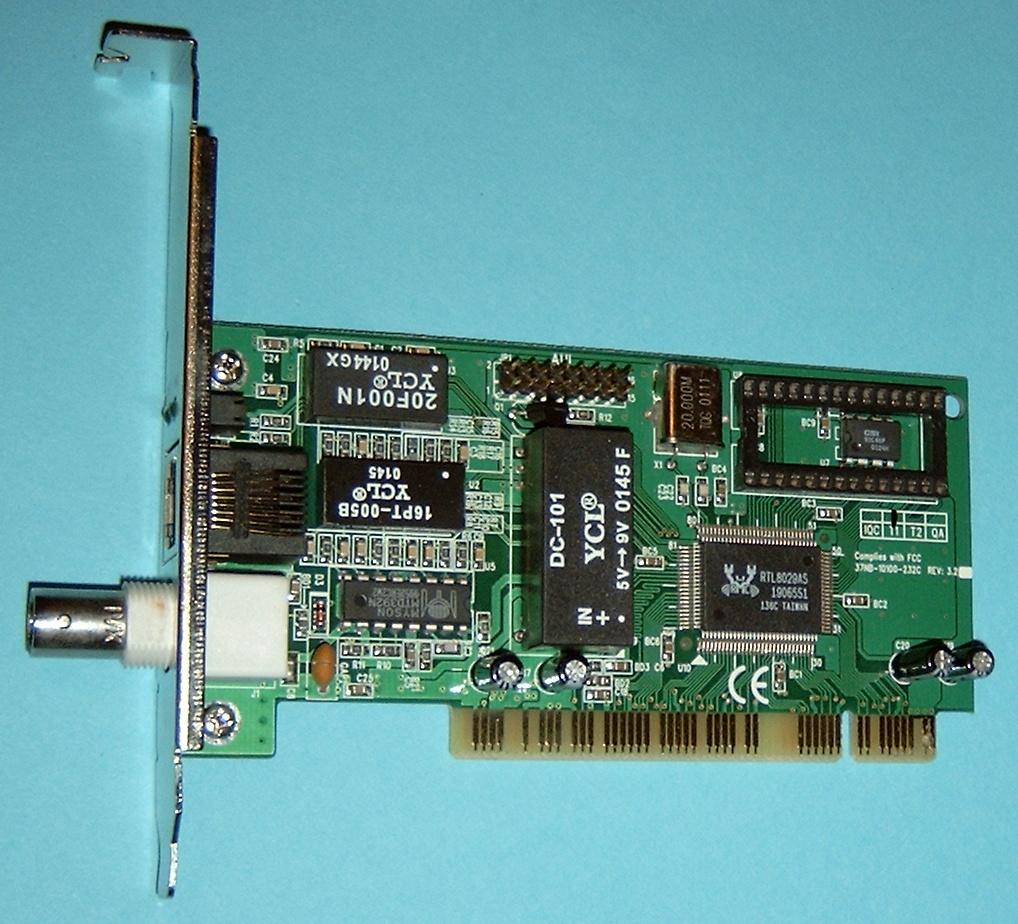
10 MBit/s-PCI-Ethernetkarte mit RTL8029AS Chip
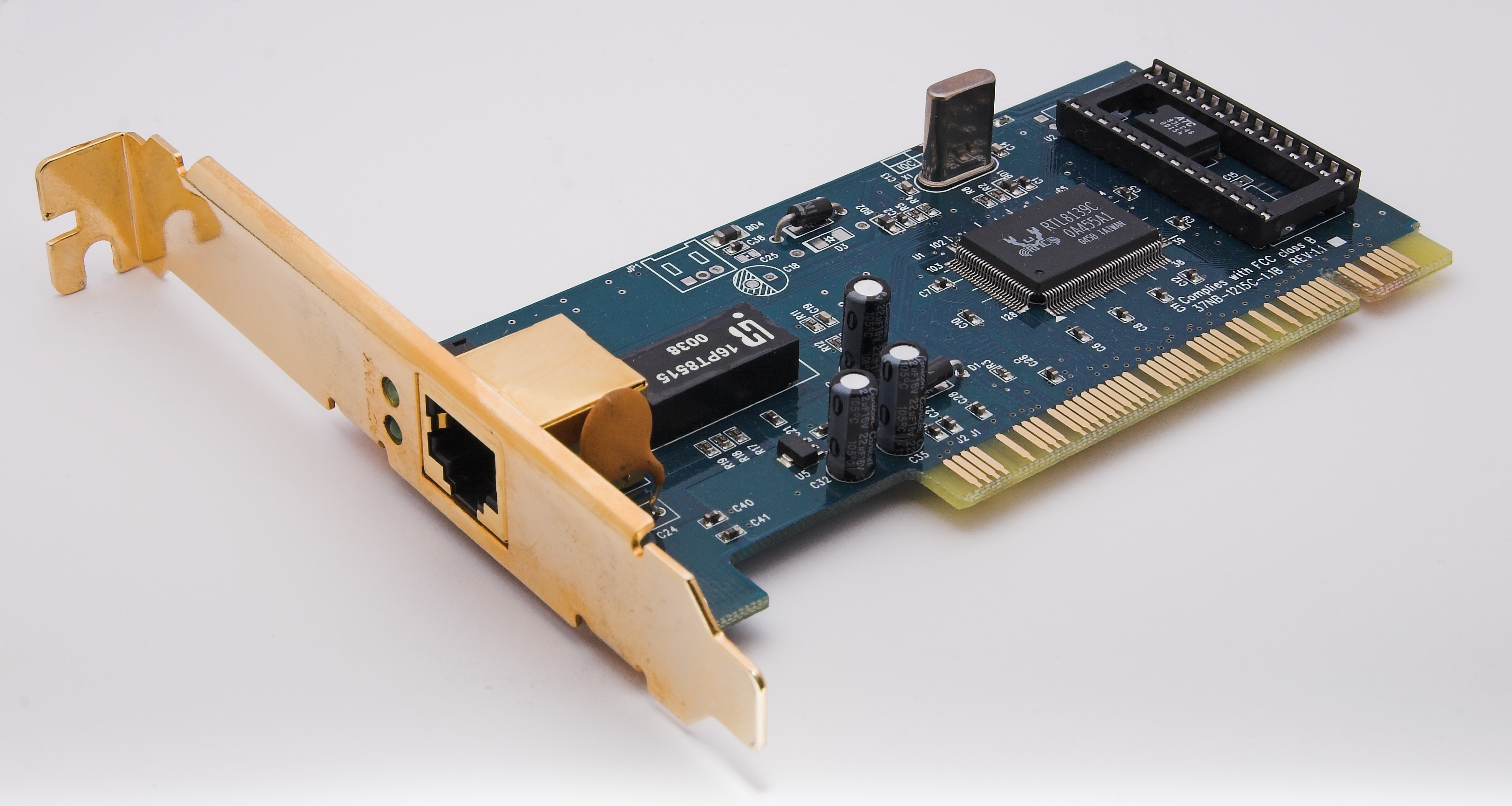
100 MBit/s-PCI-Ethernetkarte mit RTL8139C Chip
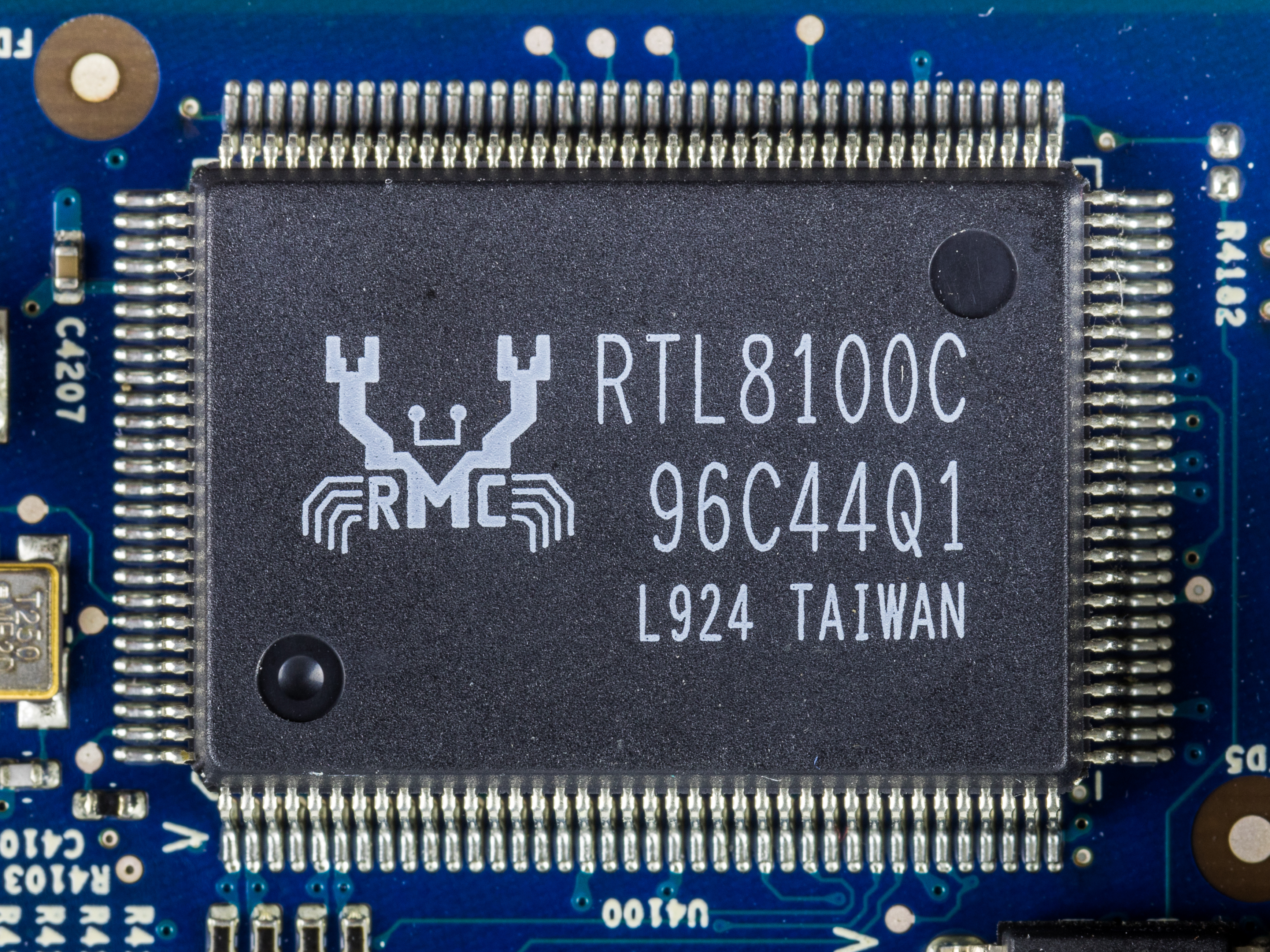
Realtek Netzwerk-PHY, RTL8100C Chip

Der Chip RTL2832U, der eigentlich zum Empfang terrestrischen Fernsehens gedacht ist, wird vielfältig zweckentfremdet (siehe RTLSDR).